# Sarpsborg 08 Fotballforening 2018
Questa voce raccoglie le informazioni riguardanti il Sarpsborg 08 Fotballforening nelle competizioni ufficiali della stagione 2018.

## Stagione
A seguito del 3º posto arrivato nel campionato 2017, nella stagione 2018 il Sarpsborg 08 avrebbe partecipato all'Eliteserien ed al Norgesmesterskapet. Il 19 dicembre 2017 sono stati compilati i calendari per l'Eliteserien 2018: alla 1ª giornata, il Sarpsborg 08 avrebbe ospitato il Rosenborg al Sarpsborg Stadion.
L'avventura nel Norgesmesterskapet si è chiusa al terzo turno, con l'eliminazione subita per mano dell'HamKam; precedentemente, il Sarpsborg 08 aveva eliminato Østsiden ed Ørn-Horten.

## Rosa
| N. |                      | Ruolo | Calciatore              |
| -- | -------------------- | ----- | ----------------------- |
| 2  | Norvegia (bandiera)  | D     | Sulayman Bojang         |
| 3  | Norvegia (bandiera)  | D     | Jørgen Horn             |
| 4  | Norvegia (bandiera)  | D     | Bjørn Inge Utvik        |
| 5  | Islanda (bandiera)   | D     | Orri Sigurður Ómarsson  |
| 6  | Estonia (bandiera)   | D     | Joonas Tamm             |
| 7  | Norvegia (bandiera)  | C     | Ole Jørgen Halvorsen    |
| 8  | Danimarca (bandiera) | C     | Matti Lund Nielsen      |
| 10 | Norvegia (bandiera)  | C     | Tobias Heintz           |
| 11 | Norvegia (bandiera)  | D     | Joackim Jørgensen       |
| 14 | Nigeria (bandiera)   | C     | Usman Mohammed          |
| 15 | Norvegia (bandiera)  | C     | Gaute Vetti             |
| 16 | Norvegia (bandiera)  | D     | Joachim Thomassen       |
| 17 | Norvegia (bandiera)  | C     | Kristoffer Zachariassen |
| 18 | Danimarca (bandiera) | A     | Mikkel Agger            |
| 19 | Norvegia (bandiera)  | A     | Kristoffer Larsen       |

| N. |                      | Ruolo | Calciatore            |
| -- | -------------------- | ----- | --------------------- |
| 20 | Norvegia (bandiera)  | D     | Anders Østli          |
| 21 | Norvegia (bandiera)  | P     | Anders Kristiansen    |
| 22 | Norvegia (bandiera)  | C     | Jon-Helge Tveita      |
| 23 | Norvegia (bandiera)  | C     | Harmeet Singh         |
| 24 | Norvegia (bandiera)  | C     | Anwar Elyounoussi     |
| 25 | Norvegia (bandiera)  | A     | Johan Meldalen Olstad |
| 27 | Francia (bandiera)   | A     | Rashad Muhammed       |
| 28 | Norvegia (bandiera)  | A     | Alexander Ruud Tveter |
| 29 | Danimarca (bandiera) | A     | Ronnie Schwartz       |
| 30 | Croazia (bandiera)   | D     | Nikola Tkalčić        |
| 31 | Norvegia (bandiera)  | P     | Aslak Falch           |
| 45 | Norvegia (bandiera)  | A     | Jørgen Strand Larsen  |
| 69 | Danimarca (bandiera) | A     | Patrick Mortensen     |
| 77 | Etiopia (bandiera)   | D     | Amin Askar            |
| 78 | Russia (bandiera)    | P     | Aleksandr Vasûtin     |

## Calciomercato

### Sessione invernale(dal 01/01 al 31/03)
| Arrivi           | Arrivi                 | Arrivi           | Arrivi        |
| R.               | Nome                   | da               | Modalità      |
| ---------------- | ---------------------- | ---------------- | ------------- |
| P                | Aslak Falch            |                  | svincolato    |
| D                | Joonas Tamm            | Flora Tallinn    | prestito      |
| D                | Nikola Tkalčić         |                  | svincolato    |
| D                | Bjørn Inge Utvik       | Sogndal          | definitivo    |
| C                | Usman Mohammed         |                  | svincolato    |
| C                | Harmeet Singh          | Kalmar           | definitivo    |
| C                | Gaute Vetti            | Nest-Sotra       | definitivo    |
| A                | Mikkel Agger           | Thisted          | definitivo    |
| C                | Kristoffer Larsen      | Lyngby           | definitivo    |
| A                | Alexander Ruud Tveter  |                  | svincolato    |
| A                | Ronnie Schwartz        | Waasland-Beveren | definitivo    |
| Altre operazioni |                        |                  |               |
| R.               | Nome                   | da               | Modalità      |
| D                | Orri Sigurður Ómarsson | Valur            | definitivo    |
| C                | Olav Øby               | Kristiansund BK  | fine prestito |
| A                | Kachi                  | Strømmen         | fine prestito |
| A                | Amani Mbedule          | Notodden         | fine prestito |

| Partenze | Partenze                  | Partenze        | Partenze      |
| R.       | Nome                      | a               | Modalità      |
| -------- | ------------------------- | --------------- | ------------- |
| P        | Stefan Čupić              | Voždovac        | definitivo    |
| D        | Andreas Albech            | Vendsyssel      | definitivo    |
| D        | Alexander Groven          |                 | svincolato    |
| D        | Ole Heieren Hansen        |                 | svincolato    |
| D        | Orri Sigurður Ómarsson    | HamKam          | prestito      |
| D        | Sigurd Rosted             | Gent            | definitivo    |
| C        | Krépin Diatta             | Club Bruges     | definitivo    |
| C        | Tor Øyvind Hovda          |                 | svincolato    |
| C        | Nenass                    | Aalesund        | definitivo    |
| C        | Kristoffer Normann Hansen | Ullensaker/Kisa | definitivo    |
| C        | Olav Øby                  | Kongsvinger     | definitivo    |
| C        | Nicolai Poulsen           | Randers         | fine prestito |
| A        | Kachi                     | Sandnes Ulf     | definitivo    |
| A        | Jonas Lindberg            |                 | svincolato    |
| A        | Amani Mbedule             | Notodden        | prestito      |

### Tra le due sessioni
| Arrivi | Arrivi | Arrivi | Arrivi   |
| R.     | Nome   | da     | Modalità |
| ------ | ------ | ------ | -------- |

| Partenze | Partenze           | Partenze             | Partenze   |
| R.       | Nome               | a                    | Modalità   |
| -------- | ------------------ | -------------------- | ---------- |
| P        | Anders Kristiansen | Union Saint-Gilloise | definitivo |
| D        | Anders Østli       |                      | svincolato |

### Sessione estiva(dal 19/07 al 15/08)
| Arrivi | Arrivi                 | Arrivi                | Arrivi        |
| R.     | Nome                   | da                    | Modalità      |
| ------ | ---------------------- | --------------------- | ------------- |
| P      | Aleksandr Vasûtin      | Zenit San Pietroburgo | definitivo    |
| D      | Sulayman Bojang        | Skeid                 | definitivo    |
| D      | Jørgen Horn            | Elfsborg              | definitivo    |
| D      | Orri Sigurður Ómarsson | HamKam                | fine prestito |
| A      | Jørgen Strand Larsen   | Milan                 | fine prestito |

| Partenze | Partenze              | Partenze | Partenze |
| R.       | Nome                  | a        | Modalità |
| -------- | --------------------- | -------- | -------- |
| D        | Nikola Tkalčić        | Aalesund | prestito |
| A        | Alexander Ruud Tveter | Strømmen | prestito |

### Dopo la sessione estiva
| Arrivi | Arrivi | Arrivi | Arrivi   |
| R.     | Nome   | da     | Modalità |
| ------ | ------ | ------ | -------- |

| Partenze | Partenze        | Partenze  | Partenze   |
| R.       | Nome            | a         | Modalità   |
| -------- | --------------- | --------- | ---------- |
| A        | Ronnie Schwartz | Silkeborg | definitivo |

## Risultati

### Eliteserien

#### Girone di andata
| Arbitro: | Moen (Haugesund) |

|                  |           |  |
| Zachariassen 69’ | Marcatori |  |

| Arbitro: | Saggi (Drammen) |

|                                  |           |                       |
| Ødemarksbakken 15’ Melgalvis 72’ | Marcatori | 27’ Tamm 54’ Schwartz |

| Arbitro: | Steen (Bergen) |

|                               |           |  |
| Mortensen 17’, 90’ Tveita 66’ | Marcatori |  |

| Arbitro: | Eskås (Oslo) |

|              |           |              |
| Akintola 45’ | Marcatori | 50’ Schwartz |

| Arbitro: | Hagen (Grue) |

|           |           |                                       |
| Singh 50’ | Marcatori | 12’ Heltne Nilsen 80’ (rig.) Wormgoor |

| Arbitro: | Eskås (Oslo) |

|                              |           |                 |
| Rashani 14’, 53’ Broberg 62’ | Marcatori | 38’ (aut.) Ruud |

| Sarpsborg 29 aprile 2018, ore 18:00 7ª giornata | Sarpsborg 08     | 0 – 0 referto | Bodø/Glimt | Sarpsborg Stadion (4.983 spett.)\| Arbitro: \| Smehus Kringstad \| |
| Arbitro:                                        | Smehus Kringstad |               |            |                                                                    |

| Arbitro: | Hobber Nilsen (Oslo) |

|                      |           |                             |
| Agger 1’, 25’ (rig.) | Marcatori | 8’ Braut Håland 29’ Normann |

| Arbitro: | Hafsås (Trondheim) |

|                 |           |                                   |
| Falch 7’ (aut.) | Marcatori | 64’ (rig.) Halvorsen 79’ Schwartz |

| Arbitro: | Steen (Bergen) |

|                                              |           |  |
| Mortensen 3’ Askar 31’, 80’ Lund Nielsen 55’ | Marcatori |  |

### Norgesmesterskapet
| Arbitro: | Medic |

|                                   |           | |
| Norheim Cham 45’ (rig.) Skårn 83’ | Marcatori | 5’ Muhammed 8’, 60’ Ruud Tveter 24’ Mohammed 30’ (rig.) Larsen 33’, 36’ Heintz 43’ Østli 75’ (aut.) Lunde |

| Arbitro: | Medic |

|  |           |                                                                    |
|  | Marcatori | 16’, 25’ (rig.), 67’ Schwartz 34’ Ruud Tveter 36’ Utvik 73’ Heintz |

| Arbitro: | Døvle (Larvik) |

|             |           |  |
| Buduson 76’ | Marcatori |  |

## Statistiche

### Statistiche di squadra
| Competizione       | Punti | In casa | In casa | In casa | In casa | In casa | In casa | In trasferta | In trasferta | In trasferta | In trasferta | In trasferta | In trasferta | Totale | Totale | Totale | Totale | Totale | Totale | DR |
| Competizione       | Punti | G       | V       | N       | P       | Gf      | Gs      | G            | V            | N            | P            | Gf           | Gs           | G      | V      | N      | P      | Gf     | Gs     | DR |
| ------------------ | ----- | ------- | ------- | ------- | ------- | ------- | ------- | ------------ | ------------ | ------------ | ------------ | ------------ | ------------ | ------ | ------ | ------ | ------ | ------ | ------ | -- |
| Eliteserien        | 0     | 0       | 0       | 0       | 0       | 0       | 0       | 0            | 0            | 0            | 0            | 0            | 0            | 0      | 0      | 0      | 0      | 0      | 0      | 0  |
| Norgesmesterskapet | -     | 0       | 0       | 0       | 0       | 0       | 0       | 0            | 0            | 0            | 0            | 0            | 0            | 0      | 0      | 0      | 0      | 0      | 0      | 0  |
| Europa League      | -     | 0       | 0       | 0       | 0       | 0       | 0       | 0            | 0            | 0            | 0            | 0            | 0            | 0      | 0      | 0      | 0      | 0      | 0      | 0  |
| Totale             | -     | 0       | 0       | 0       | 0       | 0       | 0       | 0            | 0            | 0            | 0            | 0            | 0            | 0      | 0      | 0      | 0      | 0      | 0      | 0  |

### Andamento in campionato
| Giornata  | 1 | 2 | 3 | 4 | 5 | 6 | 7 | 8 | 9 | 10 | 11 | 12 | 13 | 14 | 15 | 16 | 17 | 18 | 19 | 20 | 21 | 22 | 23 | 24 | 25 | 26 | 27 | 28 | 29 | 30 |
| --------- | - | - | - | - | - | - | - | - | - | -- | -- | -- | -- | -- | -- | -- | -- | -- | -- | -- | -- | -- | -- | -- | -- | -- | -- | -- | -- | -- |
| Luogo     | C | T | C | T | C | T | C | C | T | C  | T  | C  | T  | C  | T  | C  | T  | C  | T  | C  | T  | C  | T  | C  | T  | T  | C  | T  | C  | T  |
| Risultato | V | N | V | N | P | P | N | N | V | V  |    |    |    |    |    |    |    |    |    |    |    |    |    |    |    |    |    |    |    |    |
| Posizione | 6 | 5 | 2 | 3 | 7 | 9 | 9 | 9 | 7 | 7  |    |    |    |    |    |    |    |    |    |    |    |    |    |    |    |    |    |    |    |    |

Fonte:  Eliteserien 2018, su altomfotball.no, Altomfotball.
Legenda:

Luogo: C = Casa; T = Trasferta. Risultato: V = Vittoria; N = Pareggio; P = Sconfitta.

### Statistiche dei giocatori
| Giocatore          | Eliteserien | Eliteserien | Eliteserien | Eliteserien | Norgesmesterskapet | Norgesmesterskapet | Norgesmesterskapet | Norgesmesterskapet | Europa League | Europa League | Europa League | Europa League | Altre coppe | Altre coppe | Altre coppe | Altre coppe | Totale   | Totale | Totale      | Totale     |
| Giocatore          | Presenze    | Reti        | Ammonizioni | Espulsioni  | Presenze           | Reti               | Ammonizioni        | Espulsioni         | Presenze      | Reti          | Ammonizioni   | Espulsioni    | Presenze    | Reti        | Ammonizioni | Espulsioni  | Presenze | Reti   | Ammonizioni | Espulsioni |
| ------------------ | ----------- | ----------- | ----------- | ----------- | ------------------ | ------------------ | ------------------ | ------------------ | ------------- | ------------- | ------------- | ------------- | ----------- | ----------- | ----------- | ----------- | -------- | ------ | ----------- | ---------- |
| M. Agger           | 0           | 0           | 0           | 0           | 0                  | 0                  | 0                  | 0                  | 0             | 0             | 0             | 0             |             |             |             |             | 0        | 0      | 0           | 0          |
| A. Askar           | 0           | 0           | 0           | 0           | 0                  | 0                  | 0                  | 0                  | 0             | 0             | 0             | 0             |             |             |             |             | 0        | 0      | 0           | 0          |
| S. Bojang          | 0           | 0           | 0           | 0           | -                  | -                  | -                  | -                  | 0             | 0             | 0             | 0             |             |             |             |             | 0        | 0      | 0           | 0          |
| A. Elyounoussi     | 0           | 0           | 0           | 0           | 0                  | 0                  | 0                  | 0                  | 0             | 0             | 0             | 0             |             |             |             |             | 0        | 0      | 0           | 0          |
| A. Falch           | 0           | -0          | 0           | 0           | 0                  | -0                 | 0                  | 0                  | 0             | -0            | 0             | 0             |             |             |             |             | 0        | 0      | 0           | 0          |
| O. Halvorsen       | 0           | 0           | 0           | 0           | 0                  | 0                  | 0                  | 0                  | 0             | 0             | 0             | 0             |             |             |             |             | 0        | 0      | 0           | 0          |
| T. Heintz          | 0           | 0           | 0           | 0           | 0                  | 0                  | 0                  | 0                  | 0             | 0             | 0             | 0             |             |             |             |             | 0        | 0      | 0           | 0          |
| J. Horn            | 0           | 0           | 0           | 0           | -                  | -                  | -                  | -                  | 0             | 0             | 0             | 0             |             |             |             |             | 0        | 0      | 0           | 0          |
| J. Jørgensen       | 0           | 0           | 0           | 0           | 0                  | 0                  | 0                  | 0                  | 0             | 0             | 0             | 0             |             |             |             |             | 0        | 0      | 0           | 0          |
| A. Kristiansen     | 0           | -0          | 0           | 0           | 0                  | -0                 | 0                  | 0                  | 0             | -0            | 0             | 0             |             |             |             |             | 0        | 0      | 0           | 0          |
| K. Larsen          | 0           | 0           | 0           | 0           | 0                  | 0                  | 0                  | 0                  | 0             | 0             | 0             | 0             |             |             |             |             | 0        | 0      | 0           | 0          |
| M. Lund Nielsen    | 0           | 0           | 0           | 0           | 0                  | 0                  | 0                  | 0                  | 0             | 0             | 0             | 0             |             |             |             |             | 0        | 0      | 0           | 0          |
| J. Meldalen Olstad | 0           | 0           | 0           | 0           | 0                  | 0                  | 0                  | 0                  | 0             | 0             | 0             | 0             |             |             |             |             | 0        | 0      | 0           | 0          |
| U. Mohammed        | 0           | 0           | 0           | 0           | 0                  | 0                  | 0                  | 0                  | 0             | 0             | 0             | 0             |             |             |             |             | 0        | 0      | 0           | 0          |
| P. Mortensen       | 0           | 0           | 0           | 0           | 0                  | 0                  | 0                  | 0                  | 0             | 0             | 0             | 0             |             |             |             |             | 0        | 0      | 0           | 0          |
| R. Muhammed        | 0           | 0           | 0           | 0           | 0                  | 0                  | 0                  | 0                  | 0             | 0             | 0             | 0             |             |             |             |             | 0        | 0      | 0           | 0          |
| O. Ómarsson        | 0           | 0           | 0           | 0           | -                  | -                  | -                  | -                  | 0             | 0             | 0             | 0             |             |             |             |             | 0        | 0      | 0           | 0          |
| A. Østli           | 0           | 0           | 0           | 0           | 0                  | 0                  | 0                  | 0                  | 0             | 0             | 0             | 0             |             |             |             |             | 0        | 0      | 0           | 0          |
| A. Ruud Tveter     | 0           | 0           | 0           | 0           | 0                  | 0                  | 0                  | 0                  | 0             | 0             | 0             | 0             |             |             |             |             | 0        | 0      | 0           | 0          |
| R. Schwartz        | 0           | 0           | 0           | 0           | 0                  | 0                  | 0                  | 0                  | 0             | 0             | 0             | 0             |             |             |             |             | 0        | 0      | 0           | 0          |
| H. Singh           | 0           | 0           | 0           | 0           | 0                  | 0                  | 0                  | 0                  | 0             | 0             | 0             | 0             |             |             |             |             | 0        | 0      | 0           | 0          |
| J. Strand Larsen   | 0           | 0           | 0           | 0           | -                  | -                  | -                  | -                  | 0             | 0             | 0             | 0             |             |             |             |             | 0        | 0      | 0           | 0          |
| J. Tamm            | 0           | 0           | 0           | 0           | 0                  | 0                  | 0                  | 0                  | 0             | 0             | 0             | 0             |             |             |             |             | 0        | 0      | 0           | 0          |
| J. Thomassen       | 0           | 0           | 0           | 0           | 0                  | 0                  | 0                  | 0                  | 0             | 0             | 0             | 0             |             |             |             |             | 0        | 0      | 0           | 0          |
| N. Tkalčić         | 0           | 0           | 0           | 0           | 0                  | 0                  | 0                  | 0                  | 0             | 0             | 0             | 0             |             |             |             |             | 0        | 0      | 0           | 0          |
| J. Tveita          | 0           | 0           | 0           | 0           | 0                  | 0                  | 0                  | 0                  | 0             | 0             | 0             | 0             |             |             |             |             | 0        | 0      | 0           | 0          |
| B. Utvik           | 0           | 0           | 0           | 0           | 0                  | 0                  | 0                  | 0                  | 0             | 0             | 0             | 0             |             |             |             |             | 0        | 0      | 0           | 0          |
| A. Vasûtin         | 0           | -0          | 0           | 0           | -                  | -                  | -                  | -                  | 0             | -0            | 0             | 0             |             |             |             |             | 0        | 0      | 0           | 0          |
| G. Vetti           | 0           | 0           | 0           | 0           | 0                  | 0                  | 0                  | 0                  | 0             | 0             | 0             | 0             |             |             |             |             | 0        | 0      | 0           | 0          |
| K. Zachariassen    | 0           | 0           | 0           | 0           | 0                  | 0                  | 0                  | 0                  | 0             | 0             | 0             | 0             |             |             |             |             | 0        | 0      | 0           | 0          |